# Quark (serie de televisión)
Quark, la escoba espacial es una serie de televisión de ciencia ficción americana pero desde el punto de vista de la sitcom. Protagonizada por Richard Benjamin, se emitía los viernes noche en 8:00-8:30 PM por la NBC. El episodio piloto se emitió el 7 de mayo de 1977, y fue cancelada en abril de 1978. Quark fue creada por Buck Henry, cocreador de Superagente 86.
La serie sigue las aventuras de La United Galaxy Sanitation Patrol Cruiser, una patrulla que se dedica a recoger basura espacial con base en la Estación Espacial Perma Uno en el año 2226. El personaje principal es el capitán Adam Quark, que viaja en una nave espacial con forma de ballena junto a su inusual tripulación.
En su corta carrera, Quark satirizó a series, películas y cómics tales como  La Guerra de las Galaxias, 2001: Una Odisea del Espacio, Perdidos en el Espacio y Flash Gordon. Tres de los episodios eran parodias directas de episodios de Star Trek.
La serie ganó una nominación al Emmy por diseño de vestuario en el episodio «All the Emperor Quasi-Norms, Part 2».
La serie completa fue editada en DVD en 2008.

## Caracteres principales
- Adam Quark (Richard Benjamin) es un Comandante que anhela un puesto más importante pero acaba recogiendo basura. Es hábil y competente, pero extraordinariamente desafortunado.
- Betty 1 y Betty 2 (Las Bettys)  (Cyb y Patricia Barnstable) son las navegadoras y pilotos de la nave. Son completamente idénticas, a ambas les gusta Quark. Una de ellas es un clon de la otra, pero cada cual dice ser la original. Tienen tendencia a hablar en perfecta unión.  Quark explica que está enamorado de Betty, pero no sabe de cuál.
- Gen/Jean (Tim Thomerson) es un «transmute», un humanoide ser con un conjunto completo de ambos cromosomas macho y hembra. Es el ingeniero de la nave. La confusión de género se manifiesta en un trastorno de identidad — mientras que Gen el macho es gruñón, violento y con una aversión patológica a los «Gorgons», la hembra Jean es pacifista y un poco cobarde. Él/ella frecuentemente cambia su personalidad de repente.
- Ficus Pandorata (Richard Kelton) es el «Spock» de la serie, un «Vegeton», un miembro de la raza Ficus pandorata o pandurata. Es de aspecto humano y atractivo cuando no está deshidratado. Es extremadamente inteligente, observador y racional,  es incapaz de cualquier clase de emoción humana, incluyendo miedo y tacto. Frecuentemente encuentra el comportamiento del resto de la tripulación difícil de entender, su curiosidad le dirige a tener debates filosóficos sobre la condición humana con Quark, normalmente en momentos inoportunos. El actor Richard Kelton murió de envenenamiento por monóxido de carbono accidentalmente en noviembre de 1978, sólo siete meses después de que la serie terminase.[3]
- Andy (Bobby Porter) es un robot hecho de partes de sobrantes, con una personalidad cobarde y neurotica.
- Otto Bob Palindrome (Conrad Janis) es el encargado de la estación Perma 1 y jefe de Quark. Es un burócrata que parece disfrutar haciendo sufrir a Quark, aunque en el fondo puede que le aprecie. Su primer nombre, «Otto», es un palíndromo.
- Dink Es un alienígena muy peludo, asesor de Otto. Parece a una versión rubia de Primo Itt. Su voz es como la de un xilófono. Hay otro miembro de su especie en Perma 1 llamado Doot o Doop cuyo pelo parece lana marrón y roja.
- La Cabeza (Alan Caillou) es el ser ante quien responde Otto. Es una cabeza con un enorme cráneo, supuestamente muy inteligente. No soporta el fracaso , y suele encargarle misiones extrañas a Quark.  Su lema es:  «La galaxia, ad infinitum!»
- Interfaz (Brumoso Rowe) Una alienígena con cuatro manos que trabaja como operadora de las llamadas interestelares. Aparece sólo en el episodio piloto diciendo la acertada frase: «No me agobies, solo tengo cuatro manos».
- Ergo Un bicho de múltiples ojos que es la mascota de Quark, lo mismo que la mascota de la película Estrella Oscura tiene muy mal genio y en el piloto, parece querer matar a Quark.  en el episodio final cambia de color y parece una sopa de guisantes.

## Episodios
- «Piloto» (7 de mayo de 1977): Un fenómeno espacial amenaza con destruir la galaxia, y la nave de quark es la única en el área. Otto y La Cabeza instruyen a Quark para ir en una misión suicida para salvar su civilización, pero está tan lejos que sólo pueden contactar por telegrama. Ambos se quejan del precio del telegrama y pasan la mayoría del episodio intentando reducir el número de palabras en el mensaje para que les salga más barato. Entretanto Quark y su equipo salvan accidentalmente a la galaxia. Ficus no aparece y las gemelas Barnstable aparecen con el apellido «Barnett».[4]
- «Que la fuente te acompañe» (2 de febrero de 1978): Perma Uno está en estado de emergencia ya que los Gorgons han creado el arma definitiva para derrotar a la Galaxia Unida. Otto le da a Quark un arma secreta, «La Fuente» (voz de Hans Conreid). El quark tiene que creer completamente en la Fuente para derrotar el Gorgons. En la versión española la escena donde las Bettys comparan a Quark con Dios fue eliminada para no ofender a los espectadores católicos.[cita requerida]
- «El Viejo y la bella» (3 de marzo de 1978): Esperando su basura habitual, Quark se entusiasma al recibir la misión de seducir a la Princesa Carna de Kamamor (Barbara Rhoades). El problema surge cuándo Quark se contagia de un virus que le hace envejecer dos años cada hora.
- «El Bueno, el Malo y el Ficus» (10 de marzo de 1978): La nave colisiona con un agujero negro que crea «gemelos malvados» de todos los miembros de la tripulación, a excepción de Ficus, que queda igual porque « no hay plantas buenas o malas, solo hay plantas». Quark se enfrenta a su doble en un asteroide cercano, le derrota y luego envía a la tripulación malvada de vuelta al agujero negro.
- «Adiós Polumbus» (17 de marzo de 1978): Quark y su tripulación son enviados en una misión suicida a Polumbus para descubrir por qué nadie ha regresado vivo de allí. Quark y sus amigos caen presa de sus fantasías como parte de un plan de los Gorgons para absorber las mentes de la mayoría de científicos brillantes de la Galaxia. Quark encuentra a la chica de sus sueños, Ficus encuentra a un profesor, las Bettys encuentran clones de Quark, y Gen/Jean encuentra su libro de cómic favorito «Zoltar el Magnífico». Para salvar a su tripulación, Quark tiene que destruir el obelisco y liberar a las Personas de Arcilla «que cambian de forma». El título del episodio es un spoof de Goodbye Columbus  la película protagonizada por Benjamin.
- «Quasi-Normas, Parte 1» (24 de marzo de 1978): Quark y su tripulación son capturados por Zorgon el Malévolo (Ross Martin), que intenta sonsacar a Quark dónde está «Eso»— Quark no tiene ni idea de qué es «Eso». Entretanto, la hija de Zorgon, la princesa Libido (Joan Van Ark), ha caído enamorada de Ficus. Ficus la advierte «soy un vegetal» y ella replica «pues no lo parece». Andy y Gen/Jean escapan disfrazados de Gorgon científicos y Gen/Jean es obligado a dar una conferencia sobre «Eso». El final es un cliffhanger en el que Quark se da cuenta de que la ubicación que se ha inventado para «Éso» ha resultado ser absolutamente correcta.
- «Quasi-Normas, Parte 2» (31 de marzo de 1978): Ficus se sacrifica y se casa con Libido para salvar a la tripulación. Gen/Jean impresiona a los Gorgon científicos con su conferencia, y él y Andy escapan. Quark y las Bettys son enviados a un planeta para ser comidos por un Lizigoth, pero son salvados por el Barón de La Gente del Bosque. Con la ayuda del Barón, Quark localiza «Eso», que resulta ser una piedra en un collar. Quark piensa erróneamente que la piedra le hace invencible pero es solo un cacho de roca. De regreso a la nave de Zorgon, Quark consigue liberar a su tripulación después de que Zorgon dispare accidentalmente a Libido, liberando a Ficus de su obligación matrimonial.
- «Vanessa 38-24-36» (7 de abril de 1978): Quark recibe un nuevo ordenador, Vanessa, quién tendrá control completo sobre la nave. Vanessa intenta destruir a Quark y a su tripulación para probar su superioridad. Quark es capaz de inutilizar a Vanessa y echarla por la escotilla de basura. En la última escena vemos a Vanessa que va a la deriva a través del espacio y cantando Nacida Libre.